# Клевин
Клевин (укр. Клевин) — село в Новгород-Северском районе Черниговской области Украины. Население — 42 человека. Занимает площадь 0,33 км².
Почтовый индекс: 16033. Телефонный код: +380 4658.

## Власть
Орган местного самоуправления — Шептаковский сельский совет. Почтовый адрес: 16033, Черниговская обл., Новгород-Северский р-н, с. Шептаки, ул. Александра Довженко, 6.